# Stenadonta radialis
Stenadonta radialis är en fjärilsart som beskrevs av M.Gaede 1930. Stenadonta radialis ingår i släktet Stenadonta och familjen tandspinnare. Inga underarter finns listade i Catalogue of Life.